# Pterygoneurum sampaianum
Pterygoneurum sampaianum là một loài Rêu trong họ Pottiaceae. Loài này được (Guim.) Guim. miêu tả khoa học đầu tiên năm 1928.